# سفارة فنلندا في المملكة المتحدة
سفارة فنلندا في المملكة المتحدة هي أرفع تمثيل دبلوماسي لدولة فنلندا لدى المملكة المتحدة. تقع السفارة في مدينة وستمنستر وهي تهدف لتعزيز المصالح الفنلندية في المملكة المتحدة.

## وصلات خارجية
- قائمة سفارات فنلندا
- قائمة السفارات في المملكة المتحدة